# Шипшина карликова
Шипшина карликова (Rosa pygmaea) — вид рослин з родини розових (Rosaceae); поширений в Росії та в Криму.

## Опис
Кущ 25–80 см заввишки. Квітконосні пагони вкриті щетинками й залозками. Ребро листка, крім залозок, іноді вкрите окремими волосками. Листочки знизу всіяні залозками переважно по головній жилці.
Період цвітіння: травень — червень.

## Поширення
Поширений у центрально й східно-європейських частинах Росії й у Криму.
В Україні вид зростає на кам'янистих схилах — у Криму.